# Bonjour Paris!
A Bonjour Paris! az 1953-ban bemutatott egész estés francia zenés rajzfilm, amelyet Jean Image rendezett.
Franciaországban 1953. október 30-án mutatták be a mozikban.

## Szereplők
- Mesélő: François Périer
- Énekhangok: Tohama, Lucien Jeunesse, Claire Genet et les Quatre Barbus